# 欧罗巴

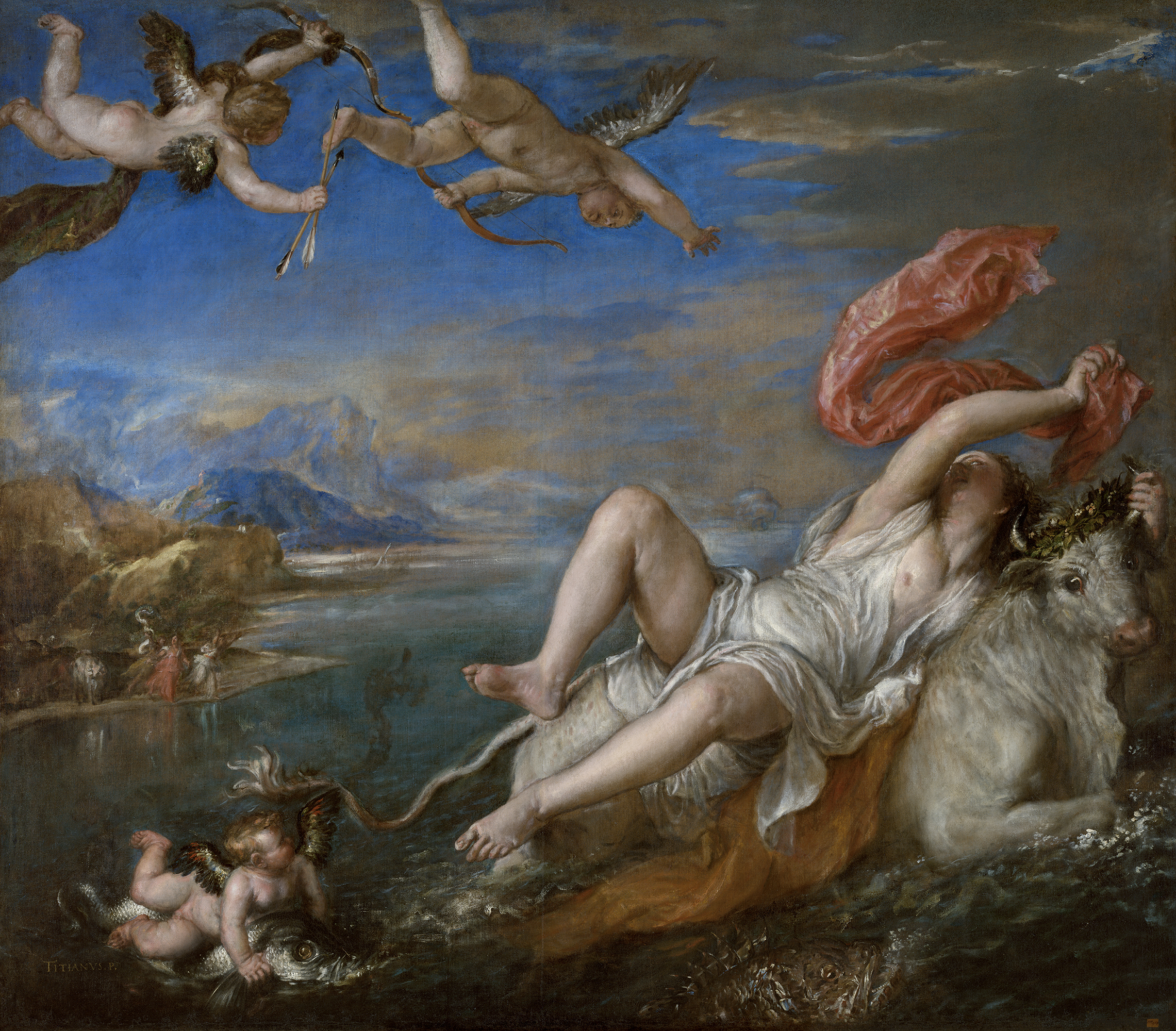
《欧罗巴的掠夺》（The Rape of Europa），提香，1559-62年。

历史和希腊神话上欧罗巴是美丽的腓尼基公主，主要有两种关于她的故事，一说她被宙斯诱奸，然后宙斯将她带至克里特岛，生下拉达曼迪斯、米诺斯、萨尔珀冬，其中拉达曼迪斯死後和米诺斯與艾亞哥斯一起成為冥界的判官。一说她是被克里特人绑架到克里特岛。欧洲大陆以她的名字命名。

## 希罗多德
古希腊的历史学家希罗多德（约西元前485—约西元前425年）认为欧罗巴是克里特人绑架到克里特岛的。他们这样做是为了报复对阿耳戈斯的公主伊俄的绑架。

## 卫星
英文Europa指木卫二，它是木星最亮的四颗卫星之一，与木星的距离排在其卫星的第七位，最早为伽俐略观测到，属于伽利略卫星之一。